# Hermonassa pallidipicta
Hermonassa pallidipicta là một loài bướm đêm trong họ Noctuidae.